# Calais Street
Calais Street ist ein Weiler in der Gemeinde Boxford im District Babergh in der Grafschaft Suffolk, England. Es verfügt über drei denkmalgeschützte Gebäude, darunter Corner Cottage, Fourways, und Street Farmhouse 1 and 2.